# Callopistria bernei
Callopistria bernei is een vlinder uit de familie uilen (Noctuidae). De wetenschappelijke naam van deze soort is voor het eerst geldig gepubliceerd in 1985 door Viette.
De soort komt voor in Réunion.